# Omniscient Reader's Viewpoint
Omniscient Reader's Viewpoint (en coreano: 전지적 독자 시점, romanizado: Jeonjijeog Dogja Sijeom, también conocido como Lector Omnisciente en español, es una novela web surcoreana escrita por Sing Shong. Se publicó por primera vez el 6 de enero de 2018 en la plataforma Munpia y finalizó el 2 de febrero de 2020. Naver Webtoon publica una adaptación a webtoon ilustrada por Sleepy-C (Redice Studio) en Corea del Sur. Una adaptación de la serie al anime ha sido anunciada.

## Trama
Kim Dokja es un oficinista que ha leído la novela "Tres maneras de sobrevivir en un mundo en ruinas" durante gran parte de su vida. Cuando la novela finalmente termina en el capítulo 3149, el mundo de la novela de repente se convierte en realidad y Dokja se convierte en la única persona que sabe cómo terminará el mundo. Intenta cambiar el curso de la historia resolviendo y conquistando desafíos, conocidos como escenarios, que son operados por dokkaebi.

## Personajes
Kim Dokja (김독자?, Kim Dok-jaRR)
El protagonista principal de la serie. Es un oficinista promedio que siente pasión por la lectura, siendo su novela web favorita "Tres maneras de sobrevivir en un mundo en ruinas". Sin embargo, su vida da un giro drástico cuando los eventos de la novela comienzan a desarrollarse en la vida real, y él es el único que es consciente de cómo llegará el mundo a su fin. Con este conocimiento, Dokja usa su comprensión de la historia para alterar su curso y, en consecuencia, cambiar el mundo tal como lo conoce.
Yoo Joonghyuk (유중혁?, Yu Jung-hyeokRR)
El protagonista principal y uno de los personajes más poderosos de la novela web original, "Tres maneras de sobrevivir en un mundo en ruinas". Aunque al principio desconfía de Kim Dokja y con frecuencia luchan por entenderse, se vuelven más cercanos y se refieren a él como el "compañero de vida o muerte" de Kim Dokja.
Yoo Sangah (유상아?, Yu Sang-aRR)
Es la compañera de trabajo de Kim Dokja, a quien él considera una protagonista ideal. Ella está en el metro con Kim Dokja mientras comienzan a desarrollarse los acontecimientos de la novela, y se convierte en una figura poderosa por derecho propio a pesar de no aparecer ni tener conocimiento de la novela original.
Lee Hyunsung (이현성?, Lee Hyeon-seongRR)
Es un exteniente del ejército. Originalmente era un personaje de "Tres maneras de sobrevivir en un mundo en ruinas", luchando bajo el liderazgo de Yoo Joonghyuk, pero se convierte en el aliado y compañero de Kim Dokja durante esta progresión de la historia.
Jung Heewon (정희원?, Jeong Hui-wonRR)
Fue un personaje secundario en "Tres maneras de sobrevivir al Apocalipsis" como parte del "grupo marginado" de la estación Geumho que muere al principio de la novela, pero es salvada por Kim Dokja y su gruop y luego se une a ellos. Con el tiempo se convierte en una de las personas más fuertes de la historia.
Lee Gilyoung (이길영?, Lee Gil-yeongRR)
Es un niño que compartió un vagón de metro con Kim Dokja al comienzo de los acontecimientos y sobrevivió. Llevaba una caja de saltamontes al comienzo de la novela, lo que ayudó a otros en el vagón de metro a sobrevivir, y sus habilidades se basan en el control de insectos. Se acercó a Kim Dokja a lo largo de su viaje y se convirtió en alguien a quien Kim Dokja amaba y apreciaba como a su propio hijo.
Lee Jihye (이지혜?, Lee Ji-hyeRR)
Es una estudiante de secundaria que originalmente fue un personaje de "Tres formas de sobrevivir en un mundo en ruinas", luchando bajo el liderazgo de Yoo Joonghyuk.
Shin Yoosung (이지혜?, Lee Ji-hyeRR)
Es una niña que fue un personaje enl grupo de Yoo Joonghyuk y luego una calamidad en "Tres maneras de sobrevivir en un mundo en ruinas". Sin embargo, en la línea de tiempo principal, Kim Dokja la salva y se convierte en su amada y querida hija adoptiva.
Lee Seolhwa (이설화?, Yi Seol-HwaRR)
Es un personaje de “Tres maneras de sobrevivir en un mundo en ruinas”, anteriormente uno de los miembros principales del grupo de Yoo Joonghyuk, así como su antigua amante en la segunda regresión. Apareció en la línea de tiempo principal y más tarde se convirtió en una miembro crucial del grupo de Kim Dokja.
Han Sooyoung (한수영?, Han Su-yeongRR)
Es una chica maleducada y a menudo grosera que se unió al grupo de Kim Dokja más adelante en la historia. Inicialmente no fue bien recibida por la mayoría del grupo, pero luego la aceptaron a pesar de su personalidad mezquina y sus defectos.
Uriel (우리엘?, UlielRR)
Es una arcángel que pertenece a la nebulosa del “Edén” y que se encuentra del lado del bien absoluto. Es una de las mayores fans y seguidoras de Kim Dokja, Yoo Joonghyuk y el grupo de Kim Dokja. A pesar de su naturaleza inocente, puede volverse hostil hacia aquellos que amenazan a sus seres queridos.
Sun Wukong
Es una constelación que pertenece a la nebulosa del “Emperador”. Se interesó en Kim Dokja al principio de la historia y se ofreció a convertirse en su patrocinador, y desde entonces sigue siendo uno de sus mayores partidarios.
Conspirador Secreto
Es una misteriosa constelación que apareció en el canal de Kim Dokja al comienzo de la historia. Nadie sabe quién es ni de dónde viene. Su interés por Kim Dokja y su grupo se hace cada vez más evidente a lo largo de la historia, ya que sus mensajes siguen apareciendo en el canal y su mirada sigue cada uno de sus pasos.
Dragón abisal de llama negra
Es el líder de la nebulosa “Nube Negra”, que se encuentra del lado del mal absoluto. Al comienzo de la historia, se ofreció a convertirse en el patrocinador de Kim Dokja y, a pesar de que lo rechazaron, se mantuvo leal al canal de Kim Dokja y se convirtió en uno de sus mayores partidarios.
Persephone (페르세포네?, PeleuseponeRR)
Es la colíder de la nebulosa "Inframundo" y esposa de Hades. Es una constelación muy poderosa que se interesó en Kim Dokja al comienzo de la historia.
Hades (하데스?, HadeseuRR)
Es un colíder de la nebulosa "Inframundo" y uno de los 3 dioses principales del "Olimpo", que se interesó por Kim Dokja al comienzo de la historia, al igual que su esposa.

## Contenido de la obra

### Novela web
La novela web original coreana, escrita por Sing Shong, se publicó por primera vez el 6 de enero de 2018 en la plataforma Munpia y concluyó el 2 de febrero de 2020. Las fuentes oficiales de la novela son exclusivamente Munpia y Naver. La historia se ha recopilado en seis volúmenes, con el último volumen compuesto únicamente por los epílogos.
Tras el final de la narrativa original, se comenzaron a publicar nuevas historias paralelas a través de las plataformas oficiales. Estas historias comenzaron el 15 de febrero de 2024 y están en curso. La primera temporada de la serie derivada, que consta de 242 capítulos, concluyó el 30 de agosto de 2024. La segunda temporada de las historias paralelas comenzó el 22 de septiembre de 2024.

### Webtoon
Una adaptación a webtoon ilustrada por Sleepy-C (Redice Studio) se lanzó en Naver el 26 de mayo de 2020. Sus dos primeros volúmenes recopilados fueron publicados por A.Tempo Media el 22 de diciembre de 2020. Sus capítulos individuales se han recopilado en diez volúmenes hasta la fecha.
El webtoon fue publicado digitalmente en español por Line Webtoon el 27 de agosto de 2020. En junio de 2023, IZE Press, un sello de Yen Press, anunció que había obtenido la licencia tanto del manhwa como de la novela para su publicación en inglés. Planeta Cómic obtuvo la licencia en España.

#### Lista de volúmenes
| Volúmenes de manhwa publicados | Volúmenes de manhwa publicados | Volúmenes de manhwa publicados |
| Número                         | Fecha de lanzamiento           | ISBN                           |
| ------------------------------ | ------------------------------ | ------------------------------ |
| 1                              | 22 de diciembre de 2020        | ISBN 979-1-16-428401-6         |
| 2                              | 22 de diciembre de 2020        | ISBN 979-1-16-428402-3         |
| 3                              | 21 de julio de 2021            | ISBN 979-1-16-428543-3         |
| 4                              | 15 de febrero de 2022          | ISBN 979-1-16-428704-8         |
| 5                              | 8 de junio de 2022             | ISBN 979-1-16-428784-0         |
| 6                              | 10 de agosto de 2022           | ISBN 979-1-16-428998-1         |
| 7                              | 7 de septiembre de 2022        | ISBN 979-1-16-428884-7         |
| 8                              | 18 de noviembre de 2022        | ISBN 979-1-16-428960-8         |
| 9                              | 10 de marzo de 2023            | ISBN 979-1-16-963079-5         |
| 10                             | 25 de marzo de 2024            | ISBN 979-1-16-963418-2         |

### Película
Munpia anunció el 18 de septiembre de 2019 que había firmado un contrato con Realize Pictures para adaptar Omniscient Reader's Viewpoint en cinco largometrajes. En mayo de 2023, se confirmó que Ahn Hyo-seop y Lee Min-ho recibieron ofertas y estaban considerando los papeles principales de Kim Dokja y Yoo Joonghyuk respectivamente.
El reparto de la película se confirmó oficialmente el 24 de enero de 2024 y cuenta con Kim Ji-soo como Lee Ji-hye, Chae Soo-bin como Yoo Sang-ah, Nana como Jung Hee-won, Shin Seung-ho como Lee Hyun-sung, Park Ho-san como Gong Pil-du y Choi Young-joon como Han Myung-oh. Kim Byung-woo se desempeña como director, mientras que Won Dong-yun asume el papel de productor.
El productor también aseguró que "la película ya ha llegado a la mitad del camino y va camino de su destino final. Además, se reveló que el casting para Han Sooyoung se dará a conocer cuando se estrene la película en 2025.

### Anime
Una adaptación al anime titulada en japonés Zenchi-teki na Dokusha no Shiten kara (全知的な読者の視点から?), fue anunciada en la Anime Expo 2024. Crunchyroll obtuvo la licencia de la serie fuera de Asia.